# Der Kaufmann von Berlin
Der Kaufmann von Berlin ist das bekannteste Drama von Walter Mehring. Es erschien erstmals 1928 und wurde 1929 unter der Regie von Erwin Piscator in Berlin uraufgeführt. Danach  kam es zu verschiedenen Protesten dagegen.

## Handlung
Der osteuropäische Jude Simon Kaftan kommt 1923 aus Russland nach Berlin mit 100 US-Dollar, die er vorher ergaunert hatte. Er lässt sich im Scheunenviertel am Alexanderplatz nieder und vermehrt seinen Reichtum durch geschickte Tauschgeschäfte in der Hyperinflationszeit, sodass er über Seife mit mehreren Zwischenstationen in den Besitz einer Bank kommt, und bald einer der reichsten Männer der Stadt wird. Eine erworbene Mülldeponie in Jüterbog erweist sich als ein Waffenlager. Der Anwalt Müller benutzt ihn, um einen rechtsradikalen Putsch zu unterstützen, worauf sich Kaftan einlässt, um seine kranke Tochter Jessie zu retten. Sein Geld wird später veruntreut, er wird zum Tode verurteilt und hingerichtet.
Der Titel des Stückes und die Hauptfigur sind an Shakespeares Der Kaufmann von Venedig mit dem jüdischen Kaufmann Shylock angelehnt, die Handlungen sind aber unterschiedlich.
Das Stück bietet ein breites Panorama des Berlins der 1920er Jahre, mit Ostjuden, Kleinkriminellen, Prostituierten, Anwälten, Wirtschaftsbossen, Hakenkreuzlern, preußischen Wirten usw., wie auch Alfred Döblins Berlin Alexanderplatz. Es beschreibt ziemlich genau die Wirtschaftsstrukturen der 1920er Jahre mit deren Gewinnern und Verlierern.

## Uraufführung 1929

### Vorgeschichte
Walter Mehring war einer der brillantesten kritischen Publizisten und Satiriker der 1920er Jahre neben Kurt Tucholsky. Sein Stück Der Kaufmann von Berlin hatte er Max Reinhardt 1927 für das Deutsche Theater in Berlin überlassen. Erwin Piscator gelang es aber dann, es für eine Aufführung an seiner Bühne zu gewinnen.

### Aufführung
Die Uraufführung fand am 6. September 1929 an Piscators Theater am Nollendorfplatz in Berlin-Schöneberg statt.
Die Inszenierung war vor allem durch große technische Aufwendungen mit bewegten, gedrehten und versenkten Bühnen, mechanisch ablaufenden Textschleifen, mehrfach projizierten Filmen usw. geprägt.
Diese ließen die Schauspieler mit ihren Charakterdarstellungen zu wenig zur Geltung kommen.
Erwin Piscator hatte den Text außerdem verkürzt und uminterpretiert, aus einem Zeit- und Sittengemälde machte er ein politisch-agitatorisches Stück.
Die Hauptrolle des Kaufmanns Kaftan spielte der russisch-jüdische Schauspieler Paul Baratoff, der aus Wien und New York dafür engagiert worden war. (Der ursprünglich vorgesehene bekannte sowjetisch-jiddische Schauspieler Michoels war vorher in Moskau inhaftiert worden.)
Die Inszenierung dauerte etwa fünf Stunden mit einer großen Pause dazwischen.

### Proteste
Gegen die Aufführung gab es verschiedene Proteste.
Vor dem Vorstellungsbeginn waren SA-Einheiten auf dem Theatervorplatz erschienen, die gegen den angeblich projüdischen Charakter des Stückes protestierten. (Ihnen gelang es möglicherweise auch, die Vorführung kurzzeitig zu stören (?))
Joseph Goebbels veröffentlichte danach einen ganzseitigen Artikel in einer Zeitschrift mit der Überschrift An den Galgen!.
In der deutschnationalen Presse wurde eine Szene heftig kritisiert, in der ein Straßenkehrer einen toten Soldaten mit dem Fuß tritt, was auch zu Pfiffen im Publikum geführt hatte. Dieses war in der Originalvorlage von Mehring aber gar nicht so enthalten, sondern wahrscheinlich eine Idee des Regisseurs gewesen. Der Protest dagegen drückte aber auch eine grundsätzliche konservative Unzufriedenheit mit dem Inhalt des Stückes aus.
Von bürgerlichen westjüdischen Zuschauern wurden dagegen angeblich antijüdische Aussagen in dem Stück kritisiert.
Auch verschiedene linke Gruppierungen sowie Publizisten wie Carl von Ossietzky waren mit der Inszenierung unzufrieden.
Dieses war das erste Mal, dass eine Theatervorstellung in der Weimarer Republik auf so massive Proteste stieß.
Der S. Fischer Verlag strich danach Teile der Szene mit dem Straßenkehrer aus dem Buch.

## Weitere Aufführungen
In den nächsten Jahrzehnten gab es wahrscheinlich keine weiteren Aufführungen des Stückes.
Der Intendant Rainer Behrend plante 1979 eine Inszenierung am Tribüne-Theater in Berlin-Charlottenburg, es ist aber unklar, ob diese auch umgesetzt wurde.
In Ost-Berlin gab es 1983 eine Aufführung anlässlich der Piscator-Ehrungen.
2010 inszenierte Frank Castorf an der Volksbühne Berlin das Stück mit Sophie Rois in der Rolle des Kaufmanns Kaftan und Dieter Mann als Anwalt Müller. Diese wich ebenfalls stark vom Originaltext ab und bestand vor allem aus Effekten und Ergänzungen des Regisseurs.

## Ausgaben
- Der Kaufmann von Berlin, S. Fischer Berlin, 1928, Erstausgabe
- Der Kaufmann von Berlin. S. Fischer, Berlin, 1929, 1.–3. Tsd.

- Die höllische Komödie. Drei Dramen, Claassen, 1979, S. 135–265
- Der Kaufmann von Berlin, in Theater heute, 1979/10

- Drei jüdische Dramen. Mit Dokumenten zur Rezeption. Herausgegeben von Hans.-J. Weitz, Göttingen 1995. S. 65–188, 297–357

- Der Kaufmann von Berlin, Herausgegeben und kommentiert von Georg-Michael Schulz, Max Niemeyer, Tübingen, 2009 Auszüge

## Rezensionen
- Carl von Ossietzky: Die Kaufleute von Berlin. In: Weltbühne vom 27. September 1929 Text; mit vielen Informationen zur Aufführung